# Osvaldo Hurtado Larrea
Luis Osvaldo Hurtado Larrea (Chambo, 26 de juny de 1939) és un polític i sociòleg equatorià. Va ser president de l'Equador entre el 24 de maig de 1981 i el 10 d'agost de 1984, després de l'accident aeri del president Jaime Roldós Aguilera, del qual n'era el vicepresident (1979-1981).

## Primers anys i activitat política
Doctor en dret, el 1964 va fundar el partit Democracia Cristiana de l'Equador i el 1966 va ser elegit president del Congrés. En els anys següents va exercir com a professor de sociologia a la Pontificia Universidad Católica del Ecuador, va dirigir l'Instituto Ecuatoriano de Desarrollo Social (INEDES, 1966), i va ocupar el vicedeganat de la Facultat d'Economia i la direcció de l'Institut de Recerca Econòmica de la universitat (1973).
El 1975 es va unir al Consell Polític Mundial de la Democràcia Cristiana i tres anys després va col·laborar en la posada en marxa de Democracia Popular-Unión Demócrata Cristiana (DP-UDP), coalició que va passar a liderar. En 1979 va ser designat per la presidència del Consejo Nacional de Desarrollo i la vicepresidència de la República amb Jaime Roldós Aguilera, de la Concentración de Fuerzas Populares era així mateix segon dirigent. El diumenge 24 de maig de 1981, a les poques hores de la mort de Roldós en un accident d'aviació, Hurtado va jurar davant el Congrés Nacional com a nou president.

## Presidència de la República
Després d'assumir la Presidència de la República, va continuar amb la realització de les obres iniciades pel president Jaime Roldós, d'acord amb les possibilitats econòmiques del país.
El 15 de juny, Hurtado va anunciar que entraria en un règim d'austeritat, atès que restringiria la despesa pública i intentaria contenir el procés inflacionari. Va anunciar, a més, que treballaria per resoldre el problema energètic, corregir el caràcter concentrador de l'economia equatoriana que anava en detriment del camp i dels pobres, i continuaria les reformes educatives, fiscals, administratives i agràries del Plan Nacional de Desarrollo.
Va proposar una concertació social i la unió de tots els actors per enfrontar la crisi econòmica i mantenir la democràcia. En el mateix esperit, va proposar, el febrer de 1983, davant de la Comissió Econòmica per a Amèrica Llatina «fer un esforç concertat per desenvolupar la capacitat de resposta de la regió davant de la crisi econòmica i els problemes derivats del deute extern». Aquesta iniciativa va dur a la celebració de la Conferència Econòmica Llatinoamericana de Caps d'Estat a Quito el gener de 1984.
Les elits econòmiques van menysprear el president, i aquest les va acusar de deslleials amb l'Equador i de corruptes. Els treballadors van declarar una vaga general al setembre de 1982. En els anys més crítics del govern d'Hurtado, els de 1982 i 1983, l'Equador va entrar en una fase de cicles repetitius: mesures d'ajust, protestes empresarials antigovernamentals, mobilització sindical i estudiantil i retrocés moderat de les mesures d'ajust. A l'octubre i novembre de 1982 la reacció social va ser violenta; al març de 1983 els empresaris es van declarar en vaga. Malgrat tot, es va mantenir la democràcia, no es va abusar de la repressió a pesar de l'estat de setge i el toc de queda imposat a mitjan octubre de 1982.
Durant el seu govern va convertir els deutes en dòlars d'alguns agents econòmics privats a deutes en sucres amb el Banc Central de l'Equador, de manera que el Banc va assumir el compromís de pagament en dòlars davant dels creditors internacionals; d'aquesta manera, els deutes externs privats van passar a engrossir el deute públic extern. Va ser un procés d'especialització de deutes privats més conegut com a sucretización, que va generar un deute acumulat per a l'Estat de 4.462 milions de dòlars. Amb la devaluació, havia augmentat el valor nominal dels sucres del deute extern del sector privat, fet que podia causar fallides i tancaments massius de plantes manufactureres i altres negocis. El sector privat va al·legar que les devaluacions van ser causades per les males polítiques del govern. Amb aquesta mesura es va comprar l'estabilitat democràtica a un cost molt alt.

## Activitat posterior
Després d'haver exercit la vicepresidència i presidència de la República, es va dedicar a treballar d'analista crític de la presidència de León Febres-Cordero, convertint-se en el principal i més eloqüent opositor del govern i en un cronista crític amb llibres com La victoria del No (1986) i La dictadura civil (1988). Va fundar la Corporación de Estudios para el Desarrollo (CORDES), dedicada a la investigació de la realitat econòmica i social d'Amèrica Llatina i a l'estudi de les institucions polítiques i la seva incidència en la democràcia. Va fomentar en CORDES estudis de sociologia i política, en especial sobre governabilitat, descentralització i corrupció.
Va tornar a l'activitat política electoral el 1997 per participar com a representant per la província de Pichincha a l'Assemblea Nacional Constituent que va elaborar la dinovena Carta Política. Després, participar en la redacció de la Constitució de 1998. Hurtado va presidir l'assemblea, la va defensar amb vigor quan va ser atacada i va aconseguir que els representants finalitzessin una obra difícil i renovadora, tot i que per falta de temps no es van discutir a fons alguns temes; pel que fa a drets, obligacions i garanties ciutadanes, va ser la constitució més avançada d'Amèrica Llatina en aquell moment.
Durant el govern de Jamil Mahuad, Hurtado va prendre distància crítica a mesura que el president no acceptava els suggeriments del partit ni els consells d'Hurtado. Aquest va acabar per aconsellar-li que renunciés a la presidència. En els últims anys s'ha mostrat molt crític amb el govern de Rafael Correa.